# Aemilia Ars

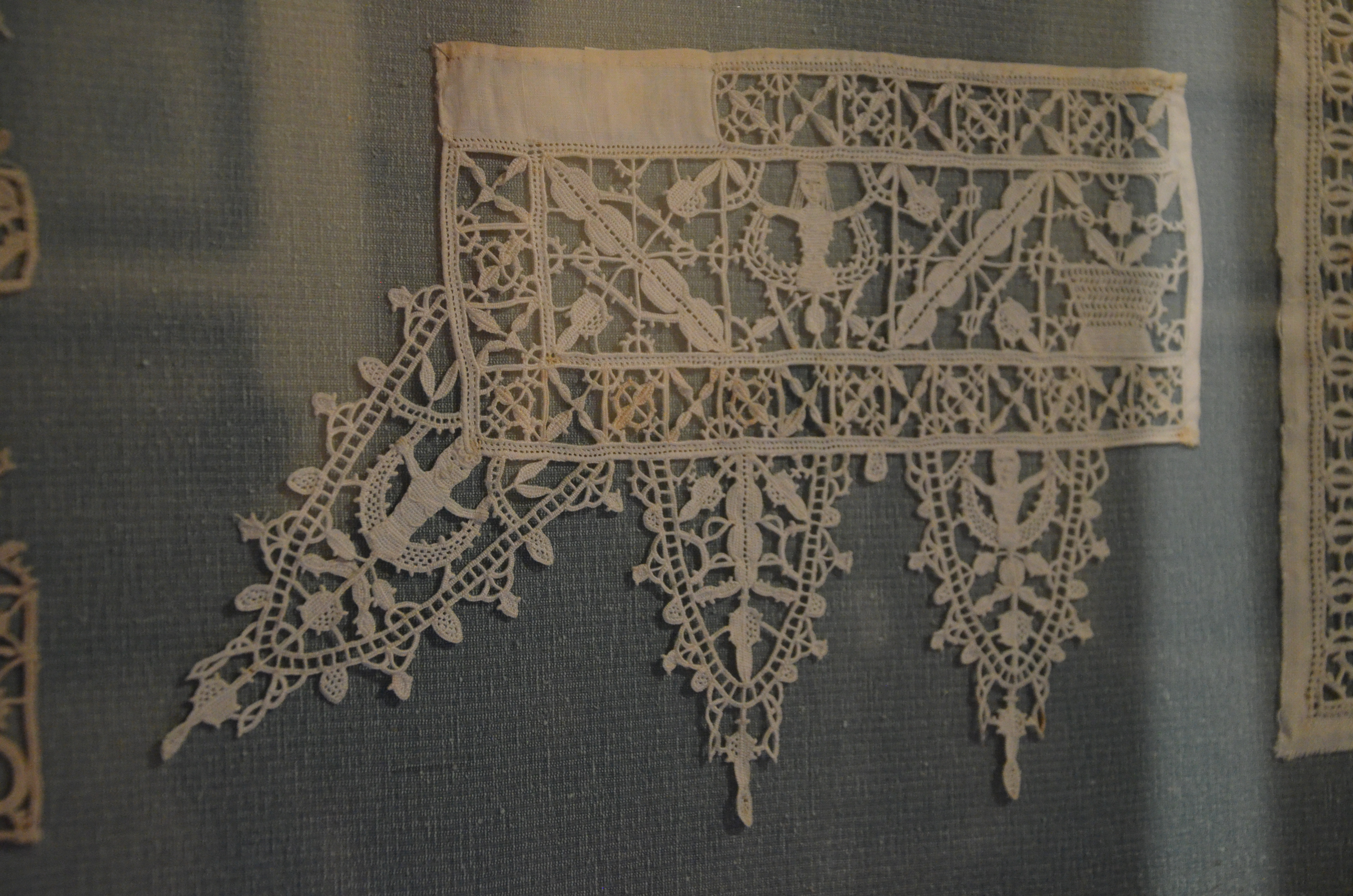
Pizzo Aemilia Ars, presso le Collezioni Comunali d'Arte di Bologna

La Società Aemilia Ars venne fondata dal restauratore e letterato bolognese Alfonso Rubbiani nel 1898.

## Storia
Nacque come manifattura artistica con l'obiettivo di rinnovare le arti applicate con idee inizialmente analoghe a quelle dell'Arts and Crafts Movement di William Morris e dal quale si distanzierà in un secondo momento. Aemilia Ars produsse raffinati oggetti d'uso quotidiano come pizzi, mobilia, gioielli, tipografia. La Società si  ispirò all'arte medievale per trarre idee dalla natura e dalle sue forme con decorazioni zoomorfe e vegetali. Achille Casanova, Alfredo Tartarini, Giuseppe Romagnoli che aiutavano Rubbiani, furono molto influenzati da quest'atmosfera culturale come anche Marcello Dudovich, Alfredo Baruzzi, Giuseppe Romagnoli che con opere estremamente diverse tra loro parteciparono nel 1902 all'Esposizione Internazionale di Torino con una sala dedicata ad Aemilia Ars che riscosse notevole successo. 

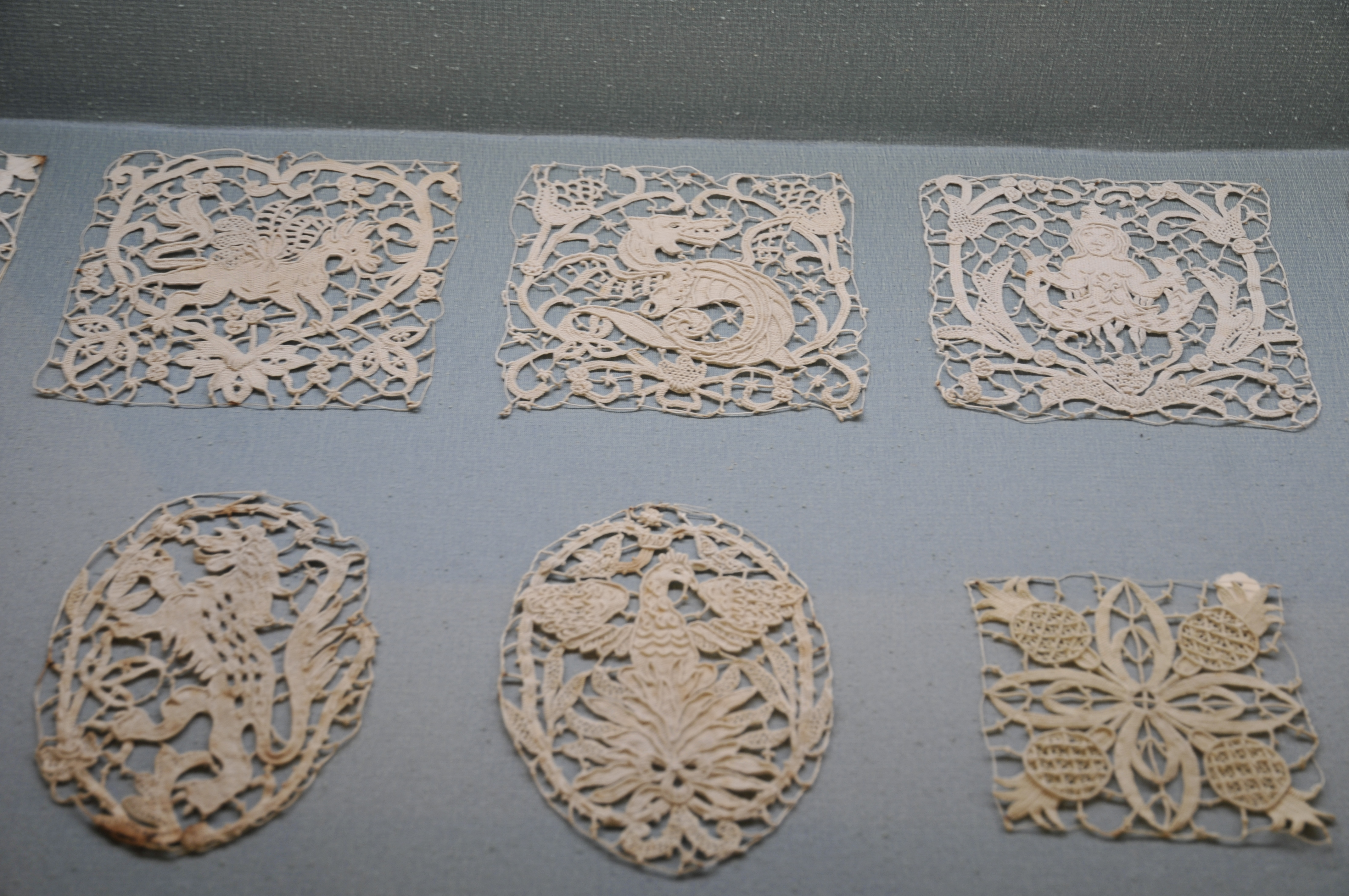
Pizzi Aemilia Ars, presso le Collezioni Comunali d'Arte di Bologna

Le difficoltà economiche e il mercato limitato degli oggetti che venivano ideati pezzo per pezzo anche se con uno stile omogeneo e inconfondibile, fecero sì che Aemilia Ars si sciogliesse. Negli anni successivi la Società si limitò all'industria di ricami e merletti, molto popolare presso il pubblico ed economicamente più salda. Inizialmente Achille e Giulio Casanova, Edoardo Breviglieri, Giuseppe De Col, Guido Fiorini, Alfredo Tartarini insieme al Rubbiani riprodussero i modelli per pizzi pubblicati nel 1591 da Angelo Passarotti ne il Libro dei Lavorieri e nel 1639 da Bartolomeo Danieli in Vari disegni di merletto. In seguito produssero un'ampia gamma di disegni dai quali vennero realizzati pizzi moderni in stile floreale con elementi vegetali e decorazioni geometriche a carattere liberty. Il direttore artistico fu sempre Rubbiani e, alla sua morte, Achille Casanova, ma fu la contessa Lina Bianconcini Cavazza che in seguito guidò l'attività di quella che diventò una Cooperativa di lavoro femminile.
Alcune opere di Aemilia Ars fanno parte delle collezioni del Museo della Città di Bologna della Fondazione Carisbo e del Museo del tessuto e della tappezzeria "Vittorio Zironi", a Bologna, e due fondi d'archivio sono legati alla società.

## Gli artisti di Aemilia Ars e la Certosa di Bologna

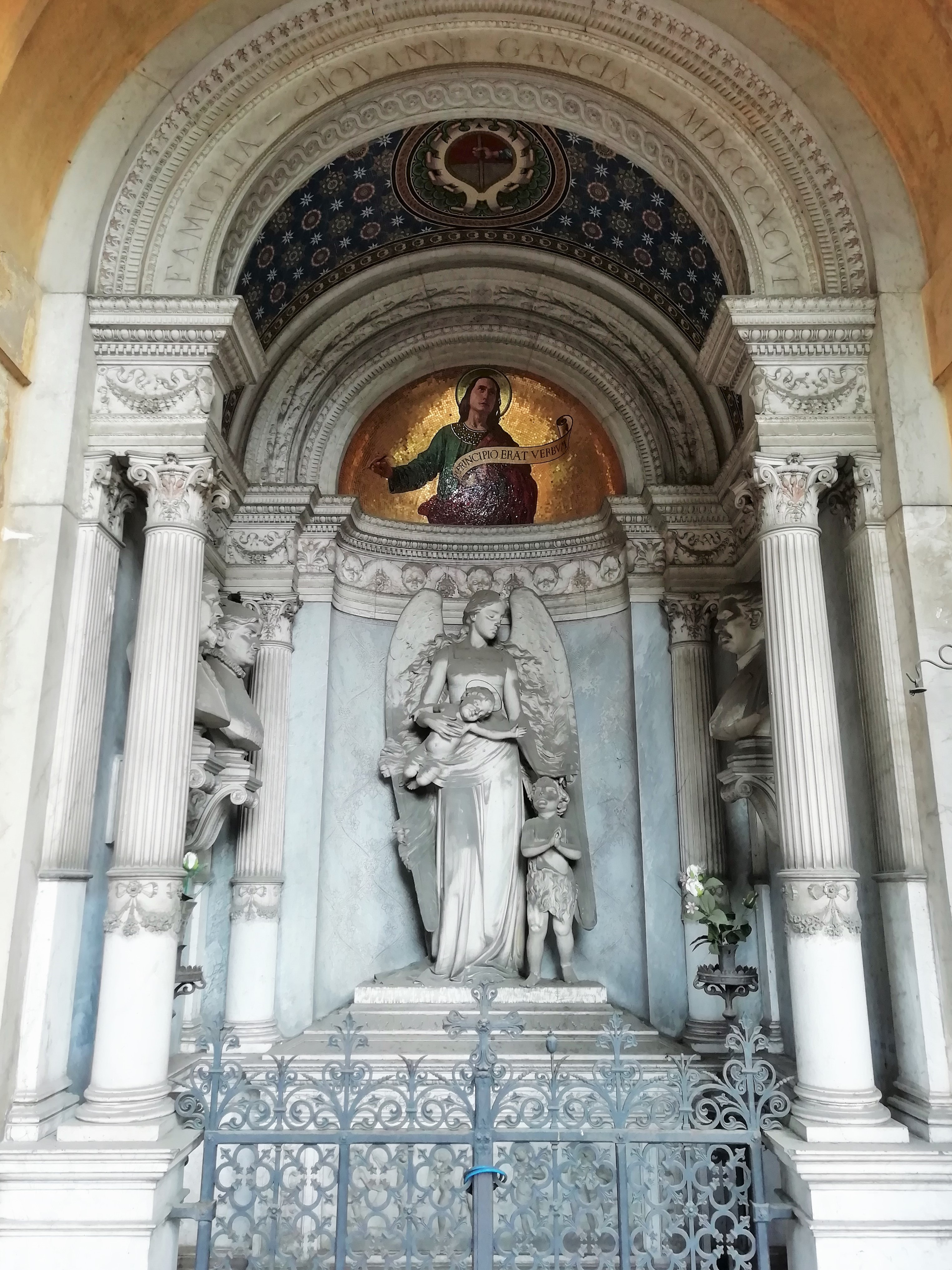
La Cella Gancia

- Cella Saltarelli[4] di Giuseppe Romagnoli
- La tomba del pittore Luigi Serra[5] di Alfredo Tartarini
- Sarcofago Tartarini[5] di Alfredo Tartarini
- Cella Gancia, di Achille Casanova

## Principali esposizioni
- 1903: Esposizione di Copenaghen;
- 1904: Esposizione di Saint Louis, vinse il Gran Premio;
- 1905: Concorso Internazionale del Merletto a Liegi vinse il Gran Premio e la medaglia d'oro del Governo Belga
- 1910: Esposizione di Bruxelles, vinse il Gran Premio